# Ядрена програма на Северна Корея
Ядрената програма на Северна Корея е недокрай изяснен въпрос заради секретността при осъществяването ѝ.

## История
Първите стъпки в областта на атомната техника Северна Корея прави в началото на Студената война, когато през 1956 в СССР са изпратени група севернокорейски студенти, които трябва да получат необходимите знания в областта на физиката на елементарните частици и атомната техника. Малко по-късно, през 1958 година, САЩ разполагат първите си ядрени бойни глави на територията на Южна Корея, чиито брой достига 950 оръжия през 1967.
Съгласно севернокорейската политика от началото на 60-те за превръщане на държавата в „укрепление“, тези оръжия вероятно са принудили КНДР да разработи ответен арсенал. През 1965 година край малкия град Йонбьон с помощта на СССР се построява изследователски реактор ИРТ-2М, а в средата на 80-те е построен и 5-мегаватов реактор тип Магнокс, способен да произвежда 0,9 грама плутоний на ден. През 1970-те години Ким Ир Сен взема решение за проучване на възможностите за разработка и разполагане на ядрени оръжия, както и изграждането на инфраструктура за произвеждането им.
Правени са много опити по дипломатически път КНДР да насочи програмата си към научни изследвания и електропроизводство, както и насърчаването на страната към участие в международни договори. През 1994 година САЩ и Северна Корея подписват т.нар. „Рамково споразумение“, според което Пхенян прекратява извличането на плутоний, а САЩ осигурява финансова помощ, горива и субсидии за построяването на две модерни АЕЦ с леководни реактори. Съответно инсталациите за производство на плутоний трябва да бъдат разглобени и частите им – изнесени от страната заедно с вече произведеното гориво.
Основното опасение на САЩ е, че Пхенян може продава ядрено оръжие на държави като Иран, Сирия и Пакистан с цел печалба. Не е известно дали такива продажби е имало, но в миналото Северна Корея е била обвързана с т.нар. Пръстен на А. К. Хан – нелегален черен пазар за ядрени материали и техника, където са били замесени всички горепосочени държави. Известно е, че в началото на 90-те Пакистан е купил ракети Родон-1, способни да пренасят атомна бойна глава, като в замяна КНДР е получила центрофуги за обогатяване на уран и друга техника.

## След 2000 година
През 2002 година обаче се появяват слухове, че КНДР провежда изследвания върху технологиите за обогатяване на уран и преработката му в плутоний. Според севернокорейците, САЩ не спазват рамковото споразумение, и КНДР има правото да притежава ядрени оръжия. Тези твърдения са донякъде обосновани заради небрежното отношение на САЩ към финансирането на KEDO (съвместен концерн, който трябва да изгради нова и модерна АЕЦ в Южен Хамгьон). Това е и основният аргумент за счупването на пломбите на реактора в Йонбьон и възстановяването на процеса на производство на плутоний през 2003 година. Същата година между Вашингтон и Пхенян започват да прехвърчат искри заради изгонването на инспекторите на МААЕ, и двете страни провеждат масивни военни учения. В края на 2003 година Северна Корея предлага да замрази ядрената си програма в замяна на американски концесии и други финансови помощи, но администрацията на Джордж Уокър Буш отхвърля предложението. Малко след това КНДР се оттегля от Договора за неразпространение на ядреното оръжие, тъй като обещаните в Рамковото споразумение от Вашингтон реактори за АЕЦ с лека вода така и не са доставени, а работата по новата АЕЦ отдавна е изоставена.

## Ядрен опит
До октомври 2006 година западните експерти смятат, че Северна Корея все още не разполага с достатъчно развити технологии за създаването на работещо ядрено оръжие. След ядрения опит обаче се предполага, че е възможно страната дори да разполага с една или две бойни глави, монтирани на балистична ракета. Въпреки това ядрените възможности на Пхенян остават несигурни и до днес, заради провала на опита с балистична ракета Тепходон-2 и вероятно неуспешният севернокорейски ядрен опит. Счита се, че оръжейната програма е изцяло съсредоточена върху производството на бомби / бойни глави, работещи с плутоний. През юни 2008 Северна Корея признава, че е произвела около 40 килограма плутоний (достатъчен за десет или по-малко оръжия).
След ядреният опит са наложени санкции срещу страната, а впоследствие са възобновени шестстранните преговори за прекратяването на ядрената програма. След като Пхенян се съгласява да изключи ядрения си реактор в Йонбьон, Южна Корея изпраща помощ от 50 000 тона петрол с танкер. При пълно прекратяване на ядрената програма Северна Корея ще получи още 950 000 тона петрол, финансови облекчения, хранителни и икономически помощи, и изкарване от списъка на страните, подкрепящи тероризма. Към средата на 2008 година ядреният реактор в Йонбьон е изключен, касетите му с гориво – извадени и разглобени, а охладителната кула – разрушена. Правителството дава знаци, че центърът ще е напълно извън експлоатация до края на 2008.
Въпреки шестстранните преговори и символичното разрушаване на охладителната кула на комплекса, през септември 2008 Северна Корея извършва ремонтни работи за повторно включване на реактора, в отговор на отказа от страна на САЩ да я извадят от списъка на държавите, подкрепящи тероризма – едно от първоначалните искания на Пхенян за пълно ядрено разоръжаване. На 10 октомври 2008 обаче САЩ изваждат страната от списъка, в отговор на което Пхенян спира работата по възстановяването на центъра. Въпреки това шестстранните преговори отново стигат до задънена улица към края на 2008, и севернокорейското външно министерство обявява, че ще поддържа ядрен арсенал, тъй като страната се чувства застрашена от САЩ. Счита се, че към началото на 2009 всичкият плутоний, произведен в КНДР, е обработен и готов за направата на оръжия, общо между 4 и 6 на брой. Севернокорейското ръководство желае пълни данни относно американските ядрени оръжия в Южна Корея и нормализиране на отношенията с Вашингтон, преди преговорите по ядрено разоръжаване да могат да продължат.

## Напускане на шестстранните преговори
Въпреки тези събития, в началото на 2009 КНДР прави изявление, че всичкият произведен плутоний е бил обработен и е готов за направата на оръжия, общо между 4 и 6 на брой. Севернокорейското ръководство желае пълни данни относно американските ядрени оръжия в Южна Корея и нормализиране на отношенията с Вашингтон, преди преговорите по ядрено разоръжаване да могат да продължат.
През април 2009 обаче следва пълен разпад на шестстранните преговори. САЩ, Южна Корея, Япония и ЕС заклеймяват опита на КНДР да изстреля спътник в космоса и твърдят, че това е опитно изстрелване на далекобойна ракета. През септември 2009 КНДР възстановява икономическите си споразумения с Република Корея, а САЩ се съгласяват с дългогодишното искане на КНДР – двустранни преговори.
На 5 април КНДР прави неуспешен опит да изстреля спътник в Космоса с ракета, производна на междуконтиненталната Тепходон-2. Редица западни нации заклеймяват това действие, считайки го за пробно ракетно изстрелване, а не опит за изстрелване на спътник. В отговор на тези обвинения Северна Корея официално прекратява участието си в шестстранните преговори и обявява намеренията си да възстанови комплекса в Йонбьон, да построи АЕЦ с лека вода и да продължи увеличаването на ядрения си арсенал. Същевременно редица анализатори считат, че тази политика на заклеймяване от страна на САЩ се оказва все по-неефективна.
На 25 май 2009 КНДР провежда успешен ядрен опит на дълбочина 5 километра. Силата на устройството се изчислява между 1 и 20 килотона, най-вероятно между 3 и 8 килотона.

## Оборудване и институции
- Министерство на отбраната – отговорно за военната ядрена програма
- Държавна комисия по наука и технологии – отговорна за всички изследователски институти и гражданската ядрена програма
- Катедра по ядрена физика в университета на Пхенян
  - изследователски циклотрон
- Бюро по реакторни технологии в политехниката на Кимчек
- Държавен институт по физика
  - Институт по атомна физика
  - Институт по полупроводници
  - Институт по математика
- Ядрен изследователски център Пхьонсон
- Ядрен изследователски център Йонбьон
  - 5 МВт реактор Магнокс
  - Изследователски реактор ИРТ-2М
  - 50 МВт реактор Магнокс (недовършен)
- 200 МВт ядрен реактор в Течхон (недовършен)
- Промишлен циклотрон в предградията на Пхенян

## Ресурси
Северна Корея разполага с големи собствени запаси от всякакви видове метали и минерали, необходими за независимото развиване на ядрена програма. Има големи уранови запаси, както и различни видове руда, от която могат да се извличат ценни суровини като молибден, рений, мед, олово, холмий, които са необходими са производството на сложна атомна техника.

## Сътрудничество
КНДР снабдява редица страни с технологии и ноу-хау главно чрез компанията KOMID, като си сътрудничи с тях и в областта на ядрената енергетика и космическите изследвания.
През 2007 Израел унищожава ядрен реактор в Сирия, построен с помощта на КНДР, вероятно с цел производство на ядрени оръжия. Ядреното гориво за реактора също е било доставено от Северна Корея.